# Gormond de Picquigny
Gormond (variante: Garmond, Germond, Guarmond, Warmund(us) sau Waremond) (n. secolul al XI-lea, Picquigny, Picardie⁠(d), Franța – d. 1128, Sidon, Lordship of Sidon⁠(d)) a fost patriarh latin de Ierusalim, de la 1118 până la moarte.
În anul 1120, sub domnia regelui Balduin al II-lea al Ierusalimului, Gormond a convocat Conciliul de la Nablus. Canoanele acestui conciliu au servit ca un fel de concordat între biserica latină de peste mări și statele cruciate. Primul canon reprezenta o promisiune din partea regelui Balduin al II-lea de a atribui dijma care trebuia atribuită patriarhului de Ierusalim, anume cea obținută de pe fiefurile sale din Ierusalim, Nablus și Acra. Potrivit celui de al doilea canon, Balduin își cerea iertare pentru dijmele pe care și le însușise anterior, iar în cel de al treilea canon Gormond îi acorda absolvirea.
În 1123, Gormond a negociat o alianță între Regatul Ierusalimului și Republica Veneția. Acesta s-a materializat în tratatul care îi poartă numele, Pactum Warmundi.
În anul 1124, patriarhul Gormond a fost numit conducător suprem al trupelor cruciate care asediau orașul Tyr, dat fiind că în acel moment Balduin al II-lea căzuse prizonier la musulmani.